# 熊谷隆之
熊谷 隆之（くまがい たかゆき、1973年7月 - ）は、日本の歴史学者、京都大学大学院教授。専門は日本中世史。

## 経歴
- 1996年3月 京都大学文学部史学科卒業[1]
- 1998年3月 京都大学大学院修士課程修了[1]
- 2001年3月 京都大学大学院博士後期課程修了[1]
- 2004年7月「六波羅探題の研究」で博士（文学） [1]
- 2009年4月 富山大学人文学部准教授 [1]
- 2020年4月 京都大学大学院人間・環境学研究科教授 [2]